# FCGR3B
FCGR3B (đoạn Fc của IgG, ái lực thấp IIIb, thụ thể; tiếng Anh: Fc fragment of IgG, low affinity IIIb, receptor), còn được gọi là CD16b (Cluster of Differentiation 16b, cụm biệt hóa 16b) là một gen ở người.

## Ý nghĩa lâm sàng
Những đột biến và biến thể số lượng bản sao (copy-number variation, CNV) trên gen này có liên quan đến các trường hợp lâm sàng của bệnh viêm cầu thận (glomerulonephritis).